# Duquesne Brewing Company
Die Duquesne Brewing Company ist eine ehemalige US-amerikanische Brauerei in Pittsburgh, die 1899 gegründet und 1972 geschlossen wurde. Auf dem Höhepunkt ihres Erfolgs war die Duquesne Brewing Company die achtgrößte Brauerei in den USA. Im Jahr 2008 wurde die Marke "Duquesne Pilsener" wiederbelebt.

## Geschichte

### Gründung

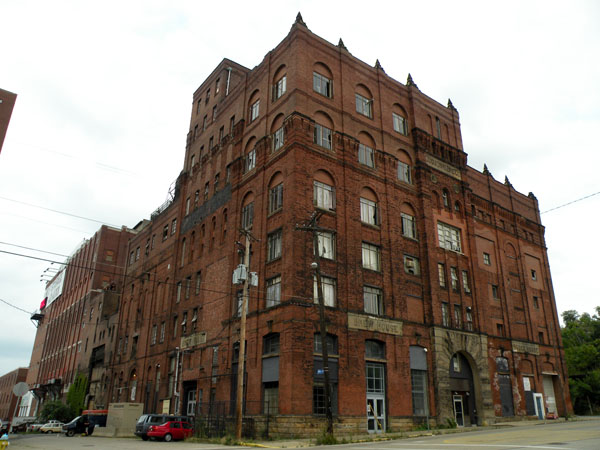
Gebäude der Duquesne Brewing Company

Die Duquesne Brewing Company wurde am 4. April 1899 von der Investorengruppe Henry Miller, Frederick N. Stucky, Charles E. Succop, John Benz, Peter Hermes und Justus Mulert Sr. in Pittsburgh gegründet. Henry Miller wurde ihr erster Präsident.
Das sechsstöckige Hauptgebäude wurde an der Ecke der South 22nd und Mary Street errichtet. Obwohl ursprünglich noch zwei weitere Brauhäuser in Lawrenceville und Allegheny gebaut werden sollten, wurden diese Pläne wieder verworfen. Der Name wurde nach dem ehemaligen Generalgouverneur Neufrankreichs Marquis de Duquesne gewählt.
Bereits ein Jahr nach der Gründung wurde ein Jahresausstoß von 80.000 Barrel erreicht. Dieser schnelle Start wurde durch den Anspruch, auf hohem technischen Niveau zu produzieren, unterstrichen: So war die Duquesne Brewery die erste Brauerei in Pittsburgh, die Kühlwagen zur überregionalen Distribution verwendete, und außerdem eine der ersten Brauereien an der amerikanischen Ostküste, die ihr Bier pasteurisierte.
Im Juli 1901 wurde mit der Flaschenabfüllung von Duquesne Lager und dem Premium-Lager Silver Top begonnen. Um den beiden Konkurrenten Pittsburgh Brewing Company und Fort Pitt Brewing Company die Stirn bieten zu können, wurde die Brauerei 1905 Mitglied eines aus vierzehn anderen Brauereien bestehenden Konsortiums, der Independent Brewing Company – der Standort der Duquesne Brewing Company wurde deren Produktionszentrale.

### Prohibition und Umstrukturierung
1915 wurde John H. Friday Präsident des Unternehmens. Dieser musste das Unternehmen während der Zeit der Prohibition leiten. Da die Produktion von regulär alkoholgehaltigem Bier verboten war, musste das Unternehmen auf die Produktion von alkoholreduziertem Bier („near beer“) umsteigen und Teile ihres Anlagevermögens verkaufen, um bestehen zu bleiben. 1932, ein Jahr vor Ende der Prohibition, starb John H. Friday und sein Sohn John A. Friday Sr. übernahm die Leitung des Unternehmens.
Die wirtschaftlich schwierige Zeit der Prohibition führte dazu, dass die Independent Brewing Company 1932 umstrukturiert werden musste. Die Neuausrichtung missglückte jedoch und man entschloss sich, das Konsortium aufzulösen, dessen Mitglieder zu akquirieren und unter dem Namen der Duquesne-Brauerei zusammenzufassen. Für insgesamt 300.000 US-Dollar wurden folgende Unternehmen aufgekauft:
- Anderton Brewing Company (Beaver Falls): Verkauf der Anlagen und Abriss.
- Chartiers Valley Brewing Company (Carnegie): Erhalt der Anlagen und Erklärung zum dritten Produktionsstandort.
- First National Brewing Company (McKees Rocks): Erhalt der Anlagen und Erklärung zum zweiten Produktionsstandort.
- Monessen Brewing Company (Monessen): Verkauf der Anlagen und Abriss.
- Loyalhanna Brewing Company (Latrobe): Verkauf der Anlagen und Abriss.

### Aufstieg bis Ende der 40er
Nach dem Ende der Prohibition 1933 war die Duquesne Brewing Company mit circa 325.000 Barrel Jahresausstoß die führende Brauerei in Pennsylvania, der Wert ihres Anlagevermögens wurde auf 1,9 Millionen US-Dollar geschätzt. Im selben Jahr wurde die Marke Duquesne Pilsener eingeführt.
1940 produzierte die Brauerei circa 690.000 Barrel pro Jahr, was sie zur achtgrößten Brauerei in Amerika machte. Der seit zehn Jahren tätige Präsident John A. Friday starb 1942 und Louis F. Koenig, der schon seit 1903 für die Brauerei arbeitete, übernahm das Amt.
Während des Zweiten Weltkriegs stagnierte das Wachstum der Brauerei, in der Nachkriegszeit war Duquesne jedoch weiterhin die führende Marke in Pennsylvania. Bis 1949 hatte das Unternehmen bei einem Anlagenvermögenswert von ca. 12,5 Millionen US-Dollar eine Produktionskapazität von ca. 1,5 Millionen Barrel erreicht.
Die Folgejahre waren jedoch durch den erhöhten Wettbewerb durch landesweit agierende Brauereien geprägt. Diese konnten aufgrund von Fortschritten in Kühl- und Transporttechnologie in den Markt der Duquesne-Brauerei eindringen. Als Folge wurde 1950 ein Investitionsprogramm für 9,3 Millionen US-Dollar angestoßen, mit welchem die drei Produktionsstandort modernisiert und ausgebaut werden sollten. Mit der Fertigstellung eines neuen Brauhauses und weiterer Lagerkeller stieg die Produktionskapazität auf 2 Millionen Barrel pro Jahr – diese Kapazität wurde jedoch nie voll ausgeschöpft.

### Niedergang und Verkauf
1952 musste der Produktionsstandort in McKees Rocks aufgrund steigenden Kostendrucks geschlossen werden. Ein Jahr später sorgte ein 103 Tage andauernder Streik der Mitarbeiter in Carnegie für die Schließung des zweiten Standorts. In dieser schwierigen Phase übernahm John A. Friday Jr. 1954 das Amt des Präsidenten.
In den darauffolgenden zwei Jahrzehnten kämpfte das Unternehmen weiter gegen den Verlust von Marktanteilen: So wurde 1963 die Pilsener Brewing Company (Cleveland) akquiriert, um dem negativen Wachstumstrend entgegenzuwirken. Die Werbeanstrengungen der 60er-Jahre konzentrierten sich darauf, Duquesne-Bier als typisches Arbeiter-Bier („blue-collar market“) zu vermarkten.
Im Rahmen der angespannten Situation versuchte die Pittsburgh Brewing Company 1965, sich die Duquesne Brauerei einzuverleiben – diese Übernahme wurde jedoch vom U.S. Department of Justice blockiert. 1966 wurde die Brauerei dann trotz des Widerstands der Friday-Familie vom Aktieninvestor Raymond Sigesmund übernommen.
Das Produktionsvolumen wurde aufgrund des sinkenden Marktanteils weiter heruntergefahren. Bis zur Schließung der Brauerei am 8. Dezember 1972 war der Jahresausstoß auf 625.000 Barrel gesunken. Zur Zeit der Firmenschließung waren circa 425 Mitarbeiter bei der Brauerei angestellt. Alle Marken und Rechte wurden daraufhin von der C. Schmidt & Sons, Inc. (Philadelphia) aufgekauft, die noch bis in die 1980er Jahre Duquesne-Bier in Cleveland braute.

### Duquesne-Bier heute
2008 wurde die Marke durch Mark J. Dudash wiederbelebt. Duquesne Pilsener wird seit 2010 unter Lizenz von der City Brewing Company in Latrobe hergestellt. Die Marke gewann eine Silbermedaille auf einem internationalen Bier-Wettbewerb.

## Gebäude der Brauerei

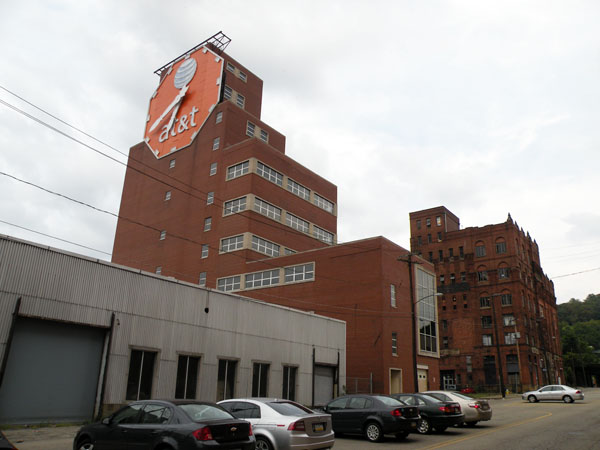
Turmuhr auf dem Mount Washington

- Das Brauhaus an der 22nd und Mary Streets beherbergt heute die Brew House Association, eine Künstlervereinigung aus Pittsburgh. Diese bietet dort Künstlern Wohnungen, Studios und eine Galerie an. Anliegende Gebäude und Keller stehen entweder leer oder werden von kleineren Unternehmen genutzt.
- 1961 wurde ein 18 × 18 Meter große und daher auffällige Turmuhr auf dem Mount Washington in Pittsburgh gekauft und als Werbeträger verwendet. Diese Uhr kann auch im Film Flashdance gesehen werden. Sie wird heute von AT&T verwendet.